# Volterras integralekvation
Inom matematik är Volterras integralekvationer vissa slags integralekvationer. De delas i två grupper kallade för Volterraekvationerna av första och andra slaget.
En linjär Volterraekvation av första slaget är
{\displaystyle f(t)=\int _{a}^{t}K(t,s)\,x(s)\,ds}
där ƒ är en given funktion x är den okända funktionen som bör hittas. En linjär Volterraekvation av andra slaget är
{\displaystyle x(t)=f(t)+\int _{a}^{t}K(t,s)x(s)\,ds.}
En linjär Volterra-integralekvation är en faltningsekvation om 
{\displaystyle x(t)=f(t)+\int _{t_{0}}^{t}K(t-s)x(s)\,ds.}
Volterraekvationer kan analyseras och lösas med hjälp av Laplacetransformen.  
Volterraekvationerna introducerades av Vito Volterra och studerades vidare av Traian Lalescu.
Volterraekvationer används inom demografi och studien av  viskoelastiska materialer.

### Allmänna källor
- Traian Lalescu, Introduction à la théorie des équations intégrales. Avec une préface de É. Picard, Paris: A. Hermann et Fils, 1912. VII + 152 pp.
- Hazewinkel, Michiel, red. (2001), ”Volterra equation”, Encyclopedia of Mathematics, Springer, ISBN 978-1556080104
- Weisstein, Eric W., "Volterra Integral Equation of the First Kind", MathWorld. (engelska)
- Weisstein, Eric W., "Volterra Integral Equation of the Second Kind", MathWorld. (engelska)
- Integral Equations: Exact Solutions at EqWorld: The World of Mathematical Equations
- Press, WH; Teukolsky, SA; Vetterling, WT; Flannery, BP (2007). ”Section 19.2. Volterra Equations”. Numerical Recipes: The Art of Scientific Computing (3rd). New York: Cambridge University Press. ISBN 978-0-521-88068-8